# マイネルラヴ
マイネルラヴは日本の競走馬・種牡馬。1990年代後半に中央競馬で短距離からマイル戦にかけて活躍した外国産馬。キーンランドジュライセールで375,000ドルで落札された。ラフィアンターフマンクラブでは1996年の第2次募集で募集されたが、高額な価格設定からか満口には至らなかった。募集価格は7000万円（35万円×200口）である。主な勝ち鞍はスプリンターズステークス（1998年）、セントウルステークス（1998年）、シルクロードステークス（1999年）。

## 戦績
馬齢はデビュー当時の年齢表記にあわせて旧年齢表記とする。

### 3歳
1997年夏の函館競馬でデビュー。この馬が出ることで出走馬が集まらず、レース不成立が危ぶまれた。しかし、最終的には5頭立てとなりレース不成立を免れた。レースではスタートで出遅れたものの、性能の違いで直線では5馬身差をつけ、単勝1.1倍の圧倒的1番人気に応え勝利した。
ソエのため休養し、秋の東京競馬で復帰。初戦のプラタナス賞では苦手なダートの上に出遅れもあって2着に敗れるが、中1週で挑んだ百日草特別では単勝1.2倍の圧倒的1番人気に応え2勝目を挙げた。更に中1週で東京スポーツ杯3歳ステークスに挑むも、人気を分け合っていたキングヘイローに敗れ2着に終わった。
続く朝日杯3歳ステークスでは強行軍と前走の敗戦が嫌われ6番人気にとどまるが、逃げるマウントアラタを4コーナーで捉え直線で先頭に立つという積極的な競馬を試みた。しかし、グラスワンダーに交わされ2着に終わった。グラスワンダーの勝ち時計は1分33秒6のレースレコードであり、自身の走破時計はリンドシェーバーの当時のレースレコードと同タイムの1分34秒0であった。前半800m45秒台というハイペースを先行し、2着に粘ったことで評価が高まった。

### 4歳
明けた1998年、初戦の京成杯で単勝1.2倍の圧倒的1番人気に支持された。好スタートに見えたが、隣の馬と接触し口を切るというアクシデントが発生していた。レースでは終始馬場の悪い内側を走らされ、直線では前を行く勝ち馬のマンダリンスターと2着のエフワンナカヤマが壁になり、ゴール直前でようやく最内から抜け出すもレースは5着と初めて連対を外してしまった。
次走のアーリントンカップでは完全に勝ちパターンであったが、オリビエ・ペリエが巧みに騎乗したダブリンライオンの2着に敗れてしまう。ニュージーランドトロフィー4歳ステークスでは、差しの競馬に転換し、直線もよく伸びたが、エルコンドルパサーには届かず、さらにゴール前でスギノキューティーにも交わされ3着に敗れた。武豊に乗り替わって期待されたNHKマイルカップも7着に敗れた。このときはレース前に雨が降っており、馬場が良くなかった（稍重）ことも影響し、また鞍上の武豊はレース後の談話で、「1600mでも（距離が）少し長い」と発言している。この後休養に入り、8月に稗田研二厩舎から稲葉隆一厩舎に転厩した。当時のサラブレッドクラブ・ラフィアン代表、岡田繁幸のこの馬に対する期待は並々ならぬもので、（ケンタッキーダービーを狙うと公言していた）4歳春のふがいない成績に憤慨しての転厩と言われている。
復帰戦は、秋のセントウルステークスであった。前走から+18kgという馬体重ながら、このレースでは中団から力強く抜け出す強い競馬を見せ待望の重賞初勝利を挙げた。2着に3馬身差をつける圧勝で、フジテレビの競馬中継で解説をしていた大川慶次郎は「このレベルの（他の）出走馬とこの馬を比べるのは失礼」と発言した。しかし連勝を狙ったスワンステークスではレース中に目に異物が入るアクシデントの影響で7着に敗れ、予定していたマイルチャンピオンシップを回避した。
スプリンターズステークスではまだ本調子一歩手前の状態であったが、ぶっつけで挑戦することとなった。タイキシャトルの引退レースとあって注目は単勝人気1.1倍と圧倒的となった同馬に集中し、また主戦騎乗であった武豊がシーキングザパールに騎乗したため吉田豊に乗り替わったこともあって、ほぼマイネルラヴはノーマークであった。レースは、そのタイキシャトルを前にマークする形で進め、抜け出そうとするタイキシャトルを4コーナーで並びかけて直線で競り落とし、後方一気で追い込んだシーキングザパールの追撃を頭差振り切り、GI初制覇を飾った。

### 5歳
1999年、初戦はドバイ遠征を目論みダート重賞ガーネットステークスに出走するが、苦手なダートとあって11着と惨敗した。短期放牧をはさみ、目標を阪急杯に切り替えた。しかし、4月3日に行われるはずの同レースは、ストライキの影響で1週間延期となった。4月10日に行われたレースでは、58.5kgの斤量と雨の影響で5着止まりとなった。休養明けでまだ調整途上であったことも影響した。
続くシルクロードステークスでは、松永幹夫に乗り替わり、アグネスワールド、トキオパーフェクト以下に完勝、復活勝利を挙げた。しかし、春の大目標であった高松宮記念の直前、左前球節炎を発症し、無念の回避となった。その後、休養に入った。
復帰後の富士ステークスは、見せ場なく13着と惨敗に終わった。連覇を狙ったスプリンターズステークスは前を行くアグネスワールドを捉えきれず、更に後方にいたブラックホークやキングヘイローに差され4着に終わった。

### 6歳
年明け初戦のシルクロードステークスは、横山典弘に乗り替わるも、4着に敗れた。59kgの斤量の他、レース当日に激しい雨が降り出し、馬場が悪化し不良馬場となったことが敗因として考えられる。レースでは4コーナーを絶好の手応えで回り勝利するかに見えたが、不良馬場の影響で脚が鈍り、前を行くタイキダイヤを交わすことができずに4着止まりとなった。
この後は、競走馬としてのピークを過ぎていたせいか、高松宮記念16着、秋はセントウルステークス4着、スプリンターズステークス5着、スワンステークス7着、CBC賞12着と全く結果を出せず、現役を引退し、ビッグレッドファームで種牡馬入りした。

## 競走成績
以下の内容は、netkeiba.comの情報に基づく。
| 競走日     | 競馬場 | 競走名             | 格      | 距離（馬場）  | 頭 数 | 枠 番 | 馬 番 | オッズ （人気） | 着順 | タイム （上がり3F） | 着差 | 騎手      | 斤量 [kg] | 1着馬（2着馬）         | 馬体重 [kg] |
| ---------- | ------ | ------------------ | ------- | ------------- | ----- | ----- | ----- | --------------- | ---- | ------------------- | ---- | --------- | --------- | ---------------------- | ----------- |
| 1997.07.06 | 函館   | 3歳新馬            |         | 芝1200m（良） | 5     | 1     | 1     | 001.10（1人）   | 01着 | R1:11.3（36.1）     | -0.8 | R藤田伸二 | 53        | （マイネルシャンセ）   | 466         |
| 0000.10.19 | 東京   | プラタナス賞       | 500万下 | ダ1400m（良） | 14    | 5     | 7     | 002.80（1人）   | 02着 | R1:26.4（38.3）     | -0.1 | R後藤浩輝 | 53        | ヘイアンウインザー     | 480         |
| 0000.11.02 | 東京   | 百日草特別         | 500万下 | 芝1800m（良） | 11    | 6     | 7     | 001.20（1人）   | 01着 | R1:49.3（35.6）     | -0.4 | R蛯名正義 | 54        | （レオチャレンジャー） | 474         |
| 0000.11.15 | 東京   | 東京スポーツ杯3歳S | GIII    | 芝1800m（良） | 12    | 6     | 7     | 002.60（2人）   | 02着 | R1:48.4（35.7）     | -0.4 | R蛯名正義 | 54        | キングヘイロー         | 470         |
| 0000.12.07 | 中山   | 朝日杯3歳S         | GI      | 芝1600m（良） | 15    | 6     | 10    | 025.80（6人）   | 02着 | R1:34.0（36.4）     | -0.4 | R蛯名正義 | 54        | グラスワンダー         | 476         |
| 1998.01.11 | 中山   | 京成杯             | GIII    | 芝1600m（良） | 10    | 1     | 1     | 001.20（1人）   | 05着 | R1:37.4（37.0）     | -0.6 | R蛯名正義 | 56        | マンダリンスター       | 478         |
| 0000.03.01 | 阪神   | アーリントンC      | GIII    | 芝1600m（良） | 11    | 4     | 4     | 003.20（2人）   | 02着 | R1:34.7（35.8）     | -0.1 | R蛯名正義 | 56        | ダブリンライオン       | 486         |
| 0000.04.26 | 東京   | NZT4歳S            | GII     | 芝1400m（重） | 18    | 3     | 6     | 003.20（2人）   | 03着 | R1:22.6（36.1）     | -0.4 | R蛯名正義 | 56        | エルコンドルパサー     | 480         |
| 0000.05.17 | 東京   | NHKマイルC         | GI      | 芝1600m（稍） | 17    | 6     | 11    | 011.40（4人）   | 07着 | R1:34.4（35.5）     | -0.7 | R武豊     | 57        | エルコンドルパサー     | 476         |
| 0000.10.04 | 阪神   | セントウルS        | GIII    | 芝1400m（良） | 13    | 7     | 11    | 004.90（2人）   | 01着 | R1:21.3（34.9）     | -0.5 | R武豊     | 55        | （マコトライデン）     | 494         |
| 0000.10.31 | 京都   | スワンS            | GII     | 芝1400m（良） | 14    | 4     | 5     | 001.80（1人）   | 07着 | R1:23.1（36.6）     | -1.2 | R武豊     | 55        | ロイヤルスズカ         | 498         |
| 0000.12.19 | 中山   | スプリンターズS    | GI      | 芝1200m（良） | 15    | 5     | 10    | 037.60（7人）   | 01着 | R1:08.6（35.3）     | -0.0 | R吉田豊   | 55        | （シーキングザパール） | 498         |
| 1999.01.10 | 中山   | ガーネットS        | GIII    | ダ1200m（良） | 16    | 2     | 12    | 005.60（4人）   | 11着 | R1:11.4（38.0）     | -1.1 | R吉田豊   | 58        | ワシントンカラー       | 504         |
| 0000.04.10 | 阪神   | 阪急杯             | GIII    | 芝1200m（良） | 16    | 5     | 9     | 006.80（3人）   | 05着 | R1:09.2（34.5）     | -0.6 | R吉田豊   | 58.5      | キョウエイマーチ       | 506         |
| 0000.04.25 | 京都   | シルクロードS      | GIII    | 芝1200m（良） | 14    | 8     | 14    | 005.30（2人）   | 01着 | R1:08.7（34.9）     | -0.3 | R松永幹夫 | 57        | （アグネスワールド）   | 506         |
| 0000.11.17 | 東京   | 富士S              | GIII    | 芝1400m（良） | 18    | 4     | 8     | 006.00（2人）   | 13着 | R1:23.0（36.7）     | -1.6 | R蛯名正義 | 59        | レッドチリペッパー     | 502         |
| 0000.12.19 | 中山   | スプリンターズS    | GI      | 芝1200m（良） | 16    | 8     | 16    | 011.40（5人）   | 04着 | R1:08.5（35.3）     | -0.3 | R蛯名正義 | 57        | ブラックホーク         | 514         |
| 2000.02.06 | 京都   | シルクロードS      | GIII    | 芝1200m（不） | 14    | 6     | 9     | 002.80（2人）   | 04着 | R1:09.8（35.8）     | -0.3 | R横山典弘 | 59        | ブロードアピール       | 512         |
| 0000.03.29 | 中京   | 高松宮記念         | GI      | 芝1200m（良） | 17    | 8     | 15    | 005.40（3人）   | 16着 | R1:09.8（36.1）     | -1.2 | R蛯名正義 | 57        | キングヘイロー         | 508         |
| 0000.09.10 | 阪神   | セントウルS        | GIII    | 芝1200m（良） | 16    | 6     | 11    | 005.80（3人）   | 04着 | R1:07.8（33.9）     | -0.2 | R蛯名正義 | 58        | ビハインドザマスク     | 510         |
| 0000.10.01 | 中山   | スプリンターズS    | GI      | 芝1200m（稍） | 16    | 3     | 5     | 010.60（4人）   | 05着 | R1:09.1（35.2）     | -0.5 | R蛯名正義 | 57        | ダイタクヤマト         | 510         |
| 0000.10.28 | 京都   | スワンS            | GII     | 芝1400m（良） | 17    | 2     | 3     | 007.70（4人）   | 07着 | R1:21.1（35.4）     | -0.7 | R武幸四郎 | 59        | ダイタクヤマト         | 506         |
| 0000.12.16 | 中京   | CBC賞              | GII     | 芝1200m（良） | 16    | 7     | 13    | 008.10（5人）   | 12着 | R1:09.3（35.3）     | -1.4 | R武幸四郎 | 58        | トロットスター         | 504         |

## 特徴
気性に難があり、特に調教で真面目に走らずすぐに手抜きをしてしまうため、一時期は岡田繁幸も競走馬としての活躍を諦めかけてしまったほどだという。現役の最晩年は暴れ癖がひどくなり、パドック・馬房・馬運車と場所を選ばずに暴れるようになってしまい、まともな調教ができないほどであった。
また重い馬場を苦手とするマイネルラヴであったが、その競走生活はなぜか雨にたたられることが多かった。

## 種牡馬として

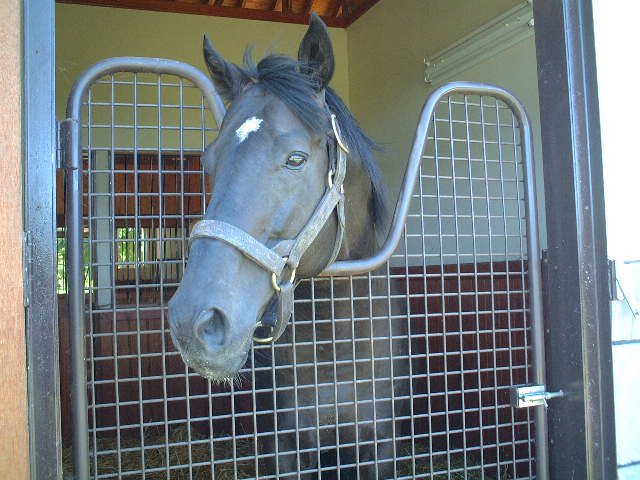
2004年8月22日（ビッグレッドファーム）

2004年に初年度産駒がデビューし、コスモヴァレンチが小倉2歳ステークスを制し重賞初制覇を果たした。ビッグレッドファーム系列所有の活躍馬が多いが、ユメノオーラ（フィリーズレビュー2着）、ピースオブラヴ（マーメイドステークス2着）など、他馬主の活躍馬も存在する。
近親に日本での活躍馬もおり、Seeking the Goldの直仔であること、自身には当時の主流血統であったヘイルトゥリーズンが入っておらず、この血を持つ繁殖牝馬と配合がしやすいという血統的な長所があった。初年度産駒が実績を残しており、2004年には190頭に種付けを行うなど、人気種牡馬の1頭となったこともある。
2012年6月9日、ビッグレッドファームの放牧地で倒れて起立困難な状態になっているのが発見され、予後不良と診断されて安楽死の処置が取られた。この日にも中央競馬の新馬戦では産駒のカオスモスが勝ち上がっている。

### グレード制重賞優勝馬
- 2002年産
  - マイネルハーティー（ニュージーランドトロフィー）[6]
  - コスモフォーチュン（北九州記念）[7]
  - コスモヴァレンチ（小倉2歳ステークス）[8]
- 2006年産
  - ゲットフルマークス（京王杯2歳ステークス）[9]
  - ダブルウェッジ（アーリントンカップ）[10]
- 2009年産
  - ダンツミュータント（京都ジャンプステークス）

### 地方競馬重賞優勝馬
- 2002年産
  - トーセンラヴ（オーバルスプリント）[11]
- 2004年産
  - コスモヴァシュラン（せきれい賞2回、OROカップ）[12]
  - マルヨスーパーラブ（オッズパーク・ファンセレクションin笠松）[13]
- 2005年産
  - ディアースパークル（菊水賞、コウノトリ賞）[14]
  - アイアンゴールド（のじぎく賞）[15]
  - カミヒコーキ（フローラルカップ）[16]
  - マチカネオイカゼ（ビューチフル・ドリーマーカップ）[17]
- 2007年産
  - ウインクゴールド（ニューイヤーカップ）[18]
  - ナムラアンカー（サラブレッド大賞典、スプリングカップ）[19]
  - コスモピクシー（園田チャレンジカップ）[20]
- 2009年産
  - ポアゾンブラック（園田ジュニアカップ、菊水賞、グランシャリオ門別スプリント、道営スプリント）[21]
  - ワタリドラゴン（ジュニアグランプリ）[22]
  - アルドラ（北日本新聞杯、サラブレッド大賞典）[23]
  - ビレッジオブベスト（カンナ賞）[24]
- 2010年産
  - ウォータープライド（ゴールドウィング賞、新春ペガサスカップ、若草賞、東海クイーンカップ、東海ダービー）[25]
- 2011年産
  - ケンシスピリット（飛燕賞）[26]
  - ディアブレイズン（北日本新聞杯）[27]
- 2012年産
  - ドリームドルチェ（東海菊花賞）[28]

### 母の父としての産駒
- 2007年産
  - ドリームバレンチノ（JBCスプリント、東京盃、函館スプリントステークス、シルクロードステークス、兵庫ゴールドトロフィー）- 父ロージズインメイ[29]
- 2012年産
  - ダイシンバルカン（種牡馬）- 父サクラバクシンオー
- 2013年産
  - キングハート（オーシャンステークス）- 父オレハマッテルゼ[30]
  - ウインムート（兵庫ゴールドトロフィー、さきたま杯）- 父ロージズインメイ[31]
- 2015年産
  - ラブカンプー（CBC賞）- 父ショウナンカンプ[32]
  - バイオスパーク（福島記念）- 父オルフェーヴル[33]
- 2017年産
  - ウインカーネリアン（関屋記念、東京新聞杯）- 父スクリーンヒーロー[34]
- 2018年産
  - リンゴアメ（函館2歳ステークス）- 父マツリダゴッホ[35]
- 2021年産
  - カルチャーデイ（ファンタジーステークス）- 父ファインニードル[36]

## 血統表
| マイネルラヴの血統（ミスタープロスペクター系 / Nasrullah 5x5=6.25%） | マイネルラヴの血統（ミスタープロスペクター系 / Nasrullah 5x5=6.25%） | マイネルラヴの血統（ミスタープロスペクター系 / Nasrullah 5x5=6.25%） | （血統表の出典）         | （血統表の出典） |
| 父系                                                                 | ミスタープロスペクター系                                             | ミスタープロスペクター系                                             | ミスタープロスペクター系 | [ § 2 ]          |
| 父 Seeking the Gold 1985 鹿毛                                        | 父の父Mr.Prospector 1970 鹿毛                                        | Raise a Native                                                       | Native Dancer            | Native Dancer    |
| 父 Seeking the Gold 1985 鹿毛                                        | 父の父Mr.Prospector 1970 鹿毛                                        | Raise a Native                                                       | Raise You                |                  |
| 父 Seeking the Gold 1985 鹿毛                                        | 父の父Mr.Prospector 1970 鹿毛                                        | Gold Digger                                                          | Nashua                   | Nashua           |
| 父 Seeking the Gold 1985 鹿毛                                        | 父の父Mr.Prospector 1970 鹿毛                                        | Gold Digger                                                          | Sequence                 |                  |
| 父 Seeking the Gold 1985 鹿毛                                        | 父の母Con Game 1974 黒鹿毛                                           | Buckpasser                                                           | Tom Fool                 | Tom Fool         |
| 父 Seeking the Gold 1985 鹿毛                                        | 父の母Con Game 1974 黒鹿毛                                           | Buckpasser                                                           | Busanda                  |                  |
| 父 Seeking the Gold 1985 鹿毛                                        | 父の母Con Game 1974 黒鹿毛                                           | Broadway                                                             | Hasty Road               | Hasty Road       |
| 父 Seeking the Gold 1985 鹿毛                                        | 父の母Con Game 1974 黒鹿毛                                           | Broadway                                                             | Flitabout                |                  |
| 母 Heart of Joy 1987 黒鹿毛                                          | 母の父*リィフォー 1975 黒鹿毛                                        | Lyphard                                                              | Northern Dancer          | Northern Dancer  |
| 母 Heart of Joy 1987 黒鹿毛                                          | 母の父*リィフォー 1975 黒鹿毛                                        | Lyphard                                                              | Goofed                   |                  |
| 母 Heart of Joy 1987 黒鹿毛                                          | 母の父*リィフォー 1975 黒鹿毛                                        | Klaizia                                                              | Sing Sing                | Sing Sing        |
| 母 Heart of Joy 1987 黒鹿毛                                          | 母の父*リィフォー 1975 黒鹿毛                                        | Klaizia                                                              | Klainia                  |                  |
| 母 Heart of Joy 1987 黒鹿毛                                          | 母の母Mythographer 1977 栗毛                                         | Secretariat                                                          | Bold Ruler               | Bold Ruler       |
| 母 Heart of Joy 1987 黒鹿毛                                          | 母の母Mythographer 1977 栗毛                                         | Secretariat                                                          | Somethingroyal           |                  |
| 母 Heart of Joy 1987 黒鹿毛                                          | 母の母Mythographer 1977 栗毛                                         | Arachne                                                              | Intentionally            | Intentionally    |
| 母 Heart of Joy 1987 黒鹿毛                                          | 母の母Mythographer 1977 栗毛                                         | Arachne                                                              | Molecomb Peak F-No.14-c  |                  |
| 母系(F-No.)                                                          | 14号族(FN:14-c)                                                      | 14号族(FN:14-c)                                                      | 14号族(FN:14-c)          | [ § 3 ]          |
| 5代内の近親交配                                                      | Nasrullah5×5                                                         | Nasrullah5×5                                                         | Nasrullah5×5             | [ § 4 ]          |
| 出典                                                                 | 1. 2. 3. 4.                                                          | 1. 2. 3. 4.                                                          | 1. 2. 3. 4.              | 1. 2. 3. 4.      |

- 3代母のArachneの曾孫にオークス馬のアドラーブルがおり、その仔エモシオンも重賞勝ち馬である。このほかに、母系では中山大障害馬のノーザンレインボーやダート重賞勝ち馬のエアピエールもいる。
- そのほかの主な近親はプリティーポリー#シスターサラ系を参照